# Kamloops (ancienne circonscription fédérale)
Pour les articles homonymes, voir Kamloops (homonymie).
Circonscription électorale fédérale du Canada
Kamloops (aussi connue sous le nom de Kamloops, Thompson and Highland Valleys) est une ancienne circonscription électorale fédérale de la Colombie-Britannique, représentée de 1935 à 1968 et de 1988 à 2004.
La circonscription de Kamloops apparait en 1933 avec des parties de Cariboo et de Kootenay-Ouest. Abolie en 1965, elle est redistribuée parmi Coast Chilcotin, Fraser Valley East, Kamloops—Cariboo, Okanagan—Kootenay et Prince George—Peace River.
La circonscription réapparait en 1987 d'une partie de Kamloops—Shuswap. La circonscription devient Kamloops, Thompson and Highland Valleys en 1998. À nouveau abolie en 2003, elle est redistribuée dans Kamloops—Thompson.

## Géographie
En 1987, la circonscription de Kamloops comprenait :
- Une partie du district régional de Thompson-Nicola
- La municipalité de district de Logan Lake
- La cité de Kamloops
- Le village de Chase

## Députés
1935 - 1968
| Législature | Années                                                         | Député                                                         | Député                                                         | Parti                                                          |
| Kamloops Circonscription issue de Cariboo et de Kootenay-Ouest                                                                    | Kamloops Circonscription issue de Cariboo et de Kootenay-Ouest | Kamloops Circonscription issue de Cariboo et de Kootenay-Ouest | Kamloops Circonscription issue de Cariboo et de Kootenay-Ouest | Kamloops Circonscription issue de Cariboo et de Kootenay-Ouest |
| --- | -------------------------------------------------------------- | -------------------------------------------------------------- | -------------------------------------------------------------- | -------------------------------------------------------------- |
| 18e | 1935–1940                                                      |                                                                | Thomas O'Neill                                                 | Libéral                                                        |
| 19e | 1940–1945                                                      |                                                                | Thomas O'Neill                                                 | Libéral                                                        |
| 20e | 1945–1949                                                      |                                                                | Davie Fulton                                                   | Progressiste-conservateur                                      |
| 21e | 1949–1953                                                      |                                                                | Davie Fulton                                                   | Progressiste-conservateur                                      |
| 22e | 1953–1957                                                      |                                                                | Davie Fulton                                                   | Progressiste-conservateur                                      |
| 23e | 1957–1958                                                      |                                                                | Davie Fulton                                                   | Progressiste-conservateur                                      |
| 24e | 1958–1962                                                      |                                                                | Davie Fulton                                                   | Progressiste-conservateur                                      |
| 25e | 1962–1963                                                      |                                                                | Davie Fulton                                                   | Progressiste-conservateur                                      |
| 26e | 1963–1965                                                      | Charles Willoughby                                             |                                                                | Progressiste-conservateur                                      |
| 27e | 1965–1968                                                      | Davie Fulton (2)                                               |                                                                | Progressiste-conservateur                                      |
| Circonscription abolie dans Coast Chilcotin, Fraser Valley East, Kamloops—Cariboo, Okanagan—Kootenay et Prince George—Peace River |                                                                |                                                                |                                                                |                                                                |

1988 - 2004
| Législature                                     | Années                                      | Député                                      | Député                                      | Parti                                       |
| Circonscription recréée de Kamloops—Shuswap     | Circonscription recréée de Kamloops—Shuswap | Circonscription recréée de Kamloops—Shuswap | Circonscription recréée de Kamloops—Shuswap | Circonscription recréée de Kamloops—Shuswap |
| ----------------------------------------------- | ------------------------------------------- | ------------------------------------------- | ------------------------------------------- | ------------------------------------------- |
| 34e                                             | 1988–1993                                   |                                             | Nelson Riis                                 | néo-démocrate                               |
| 35e                                             | 1993–1997                                   |                                             | Nelson Riis                                 | néo-démocrate                               |
| 36e                                             | 1997–2000                                   |                                             | Nelson Riis                                 | néo-démocrate                               |
| Kamloops, Thompson and Highland Valleys         |                                             |                                             |                                             |                                             |
| 37e                                             | 2000–2003                                   |                                             | Betty Hinton                                | Alliance                                    |
| 37e                                             | 2003-2004                                   |                                             | Betty Hinton                                | Conservateur                                |
| Circonscription dissoute dans Kamloops—Thompson |                                             |                                             |                                             |                                             |

## Résultats électoraux
1988 - 2004
1935 - 1968